# Eotetranychus tiliarium
Eotetranychus tiliarium är en spindeldjursart som först beskrevs av Hermann 1804.  Eotetranychus tiliarium ingår i släktet Eotetranychus och familjen Tetranychidae. Inga underarter finns listade i Catalogue of Life.